# Lord Birkenhead
Lord Birkenhead, título de Frederick Edwin Smith, GCSI, PC, DL, primeiro Conde de Birkenhead (Birkenhead, 12 de julho de 1872 — 30 de setembro de 1930) foi um político britânico.

## Biografia
Smith matriculou-se na University of Liverpool (então University College, Liverpool) em 1889 como resultado de ganhar uma bolsa Ranger de £ 20,00. Ele frequentou a universidade por quatro períodos, onde não se formou, e foi para o Wadham College, Oxford, em 1891, após ganhar uma bolsa de estudos. Ingressou na associação profissional Gray's Inn em 1894. Membro do Merton College (1896-1899). Graduou-se em 1895 no Wadham College e lecionou direito em Oxford até 1899, quando foi chamado barrister e começou a exercer a advocacia em Liverpool. Em 13 de fevereiro de 1908, foi feito Conselheiro do Rei. Casou-se com Margaret Furneaux (1878-1968) em 1901 e tiveram três filhos.
Eleito para a Câmara dos Comuns por um distrito de Liverpool em 1906, atraindo a atenção pela brilhante invectiva de seu primeiro discurso parlamentar (12 de março) e logo se tornou um líder do Partido Conservador. Simpatizando com seus numerosos eleitores protestantes irlandeses em Liverpool, ele favoreceu a exclusão dos condados majoritariamente protestantes de Ulster da Irlanda. Representou o distrito Walton de 1906 até 1918, quando após mudanças de limites, ele representou o vizinho distrito eleitoral de West Derby.
Após a formação do governo de coalizão de H. H. Asquith na Primeira Guerra Mundial, ele se tornou procurador-geral (Solicitor General, 2 de junho de 1915), aceitando o título de cavaleiro costumeiro como Sir Frederick Smith, e mais tarde (3 de novembro de 1915) sucedeu seu amigo, o líder do Ulster Sir Edward Carson, como Procurador-Geral para Inglaterra e País de Gales (Attorney-General). Nessa função, Smith garantiu a condenação e execução (3 de agosto de 1916) do nacionalista irlandês Sir Roger Casement por buscar ajuda alemã para revolucionários irlandeses. Em 1917, ele visitou os Estados Unidos e o Canadá, falando em nome da causa aliada.
Em 24 de janeiro de 1918, Smith foi feito baronete. Pouco mais de um ano depois, em 2 de fevereiro de 1919, ele foi elevado à nobreza como Lord High Chancellor da Inglaterra, assumindo o título de Lord Birkenhead. Lord Birkenhead progrediu rapidamente nas fileiras da nobreza, passando para Visconde Birkenhead em 15 de junho de 1921 e conde de Birkenhead em 28 de novembro de 1922. Ainda recebeu o título de Cavaleiro Grande Comandante da Mais Exaltada Ordem da Estrela da Índia (GCSI) em 1928.
Após a eleição de 1918, David Lloyd George, primeiro-ministro da segunda coligação de guerra, ofereceu a Smith o cargo de lorde chanceler, que ele, como Barão Birkenhead, assumiu em 4 de fevereiro de 1919. Suas maiores realizações foram: a Lei da Propriedade (1922) e estatutos subsequentes de propriedade real (1925) que substituíram um sistema complicado e amplamente medieval de lei de terras. Embora promulgado depois que ele deixou o cargo (24 de outubro de 1922), o County Courts Act (1924) e o Supreme Court of Judicature (Consolidation) Act (1925), que reformou o judiciário, também foram resultados de seus esforços.
Como lorde chanceler, Birkenhead trabalhou para o tratado (6 de dezembro de 1921) que garantia a independência à Irlanda, além do Ulster. Enquanto ganhava a amizade dos líderes nacionalistas irlandeses Arthur Griffith e Michael Collins, ele enfureceu alguns de seus antigos associados próximos no Partido Conservador, principalmente Sir Edward Carson. Em 1924, no entanto, ele se reconciliou com os conservadores ortodoxos e, desde então até sua aposentadoria em 1928, serviu como secretário de estado para a Índia no segundo ministério de Stanley Baldwin.
Também exerceu os cargos de Lord Reitor da Universidade de Glasgow (1922-1925) e da Universidade de Aberdeen (1927-1930). Após deixar o governo, Lord Birkenhead assumiu cargos de direção na Imperial Chemical Industries (ICI) e na Tate & Lyle. Pôde se dedicar ao jornalismo e à sua atividade de publicação de livros. Era amigo próximo e aliado político de Sir Winston Churchill.
Morreu em 30 de setembro de 1930 após um surto de pneumonia. Com a morte de seu neto em 1985, o 3º Conde de Birkenhead, o título foi extinto.